# Mola de torção
A mola de torção é uma mola helicoidal especialmente desenvolvida para exercer uma função de torção ou até mesmo torque. Ela é enrolada de maneira helicoidal, contando com duas hastes em suas extremidades.
Além do formato específico de suas extremidades, esta mola é idêntica a uma mola helicoidal de tração-compressão de ângulo de hélice muito baixo, ou mesmo a uma mola de tensão com espiras unidas, se for necessário um certo atrito interno, por exemplo, para promover o amortecimento de vibrações.

## Cálculo

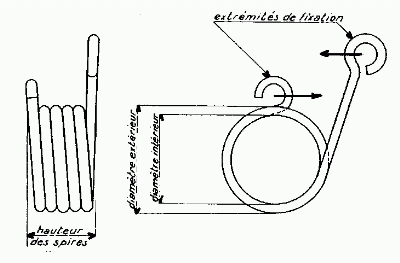
Mola helicoidal de torção.

Assumiremos que nossa mola possui espiras não-articuladas e levemente inclinadas (trabalhando em flexão quase pura) e que suas extremidades estão encaixadas. Se isso não fosse verdade, a precisão das fórmulas seria consideravelmente alterada e a distribuição de tensões modificada em uma direção claramente desfavorável. É preciso reconhecer, no entanto, que em um grande número de mecanismos onde os critérios de precisão são secundários, as extremidades são enganchadas ou simplesmente apoiadas.

## Condição de resistência
Na verdade, é o mesmo que para a mola espiral, exceto que a expressão do momento de inércia é diferente. Se o fio for submetido apenas à flexão (extremidades embutidas...), o momento será idêntico em todos os pontos e, portanto, :
{\displaystyle \sigma _{maxi}={\frac {C}{\frac {I}{v}}}\leq \sigma _{adm}}
A seção do fio pode ser qualquer, por exemplo, quadrada ou elíptica. No caso mais comum de um fio redondo, a fórmula anterior se torna :
{\displaystyle \sigma _{maxi}={\frac {32\,C}{\pi \,d^{3}}}\leq \sigma _{adm}}

## Condição de deformação
O ângulo de rotação θ da extremidade móvel em relação à extremidade fixa é novamente, até o momento de inércia, idêntico ao da mola espiral :
{\displaystyle \theta ={\frac {C\,L}{E\,I}}} (cas général)
{\displaystyle \theta ={\frac {64\,C\,L}{\pi \,E\,d^{4}}}} (fil rond)

## Fabricação
O procedimento é praticamente o mesmo que para molas helicoidais de tração-compressão. O que difere, é claro, é o formato das extremidades. Portanto, nos referiremos ao capítulo mencionado acima, em particular para diâmetros de arame.
É muito fácil " funileiro » molas de torção helicoidais cilíndricas, mas geralmente é necessário realizar vários testes para se aproximar de um valor preciso de rigidez. O componente básico, que pode ser encontrado em boas lojas de ferragens ou grandes supermercados, é o fio de piano. Ele vem em diferentes seções e qualidades. Para fazer a mola, o fio é enganchado no mandril de uma furadeira mecânica ou torno e enrolado em uma haste roscada cujo passo é igual ou ligeiramente maior que o diâmetro do fio. O mandril é girado no sentido anti-horário (como se estivesse desenroscando) enquanto segura o fio firmemente com um alicate para que ele funcione "sob controle". Os resultados são melhores se o fio for preso entre dois blocos de madeira dura mantidos, durante o enrolamento, contra a haste roscada.
Ao final da operação, o fio relaxa, o diâmetro do enrolamento aumenta e o passo do enrolamento também varia, mas em menor grau. Se isso fosse feito em uma mola de tração ou compressão, obter-se-ia quase tudo. Para uma mola de torção cujo fio trabalha em flexão, isso funciona muito bem, pois a rigidez depende essencialmente, para um determinado diâmetro de fio, do comprimento total enrolado.